# HD 175541 b
HD 175541 b ist ein Exoplanet, der den gelben Unterriesen HD 175541 alle 297,3 (± 6) Tage umkreist. Er wurde 2007 von Johnson et al. mit Hilfe der Radialgeschwindigkeitsmethode entdeckt. Der Exoplanet weist eine Mindestmasse von 0,6 Jupitermassen auf und die große Halbachse seiner Bahn misst ca. 1,0 Astronomische Einheiten bei einer Exzentrizität von 0,3 (± 0,2).

## Weblink
- Planet HD 175541 b In: The Extrasolar Planets Encyclopaedia (englisch)